# Saint-Laurent-les-Tours
Saint-Laurent-les-Tours là một xã thuộc tỉnh Lot tây nam Pháp. Xã có diện tích 10,84 km², dân số theo điều tra năm 1999 là 900 người. Khu vực này có độ cao trung bình 250 mét trên mực nước biển.